# Bulbophyllum latisepalum
Bulbophyllum latisepalum är en orkidéart som beskrevs av Oakes Ames och Charles Schweinfurth. Bulbophyllum latisepalum ingår i släktet Bulbophyllum och familjen orkidéer. Inga underarter finns listade i Catalogue of Life.